# Alain Diagne
Pour les articles homonymes, voir Diagne.
Alain Diagne est un joueur sénégalais de basket-ball mort le 31 octobre 2012 à Dakar.

## Carrière
Alain Diagne a évolué sous les couleurs de la Jeanne d'Arc de Dakar dans les années 1970. Avec la sélection nationale sénégalaise,  il est sacré champion d'Afrique en 1978 et en 1980.
Sa sœur Aïda Diagne est elle aussi une joueuse de basket-ball.